# 林園鴨母王廟

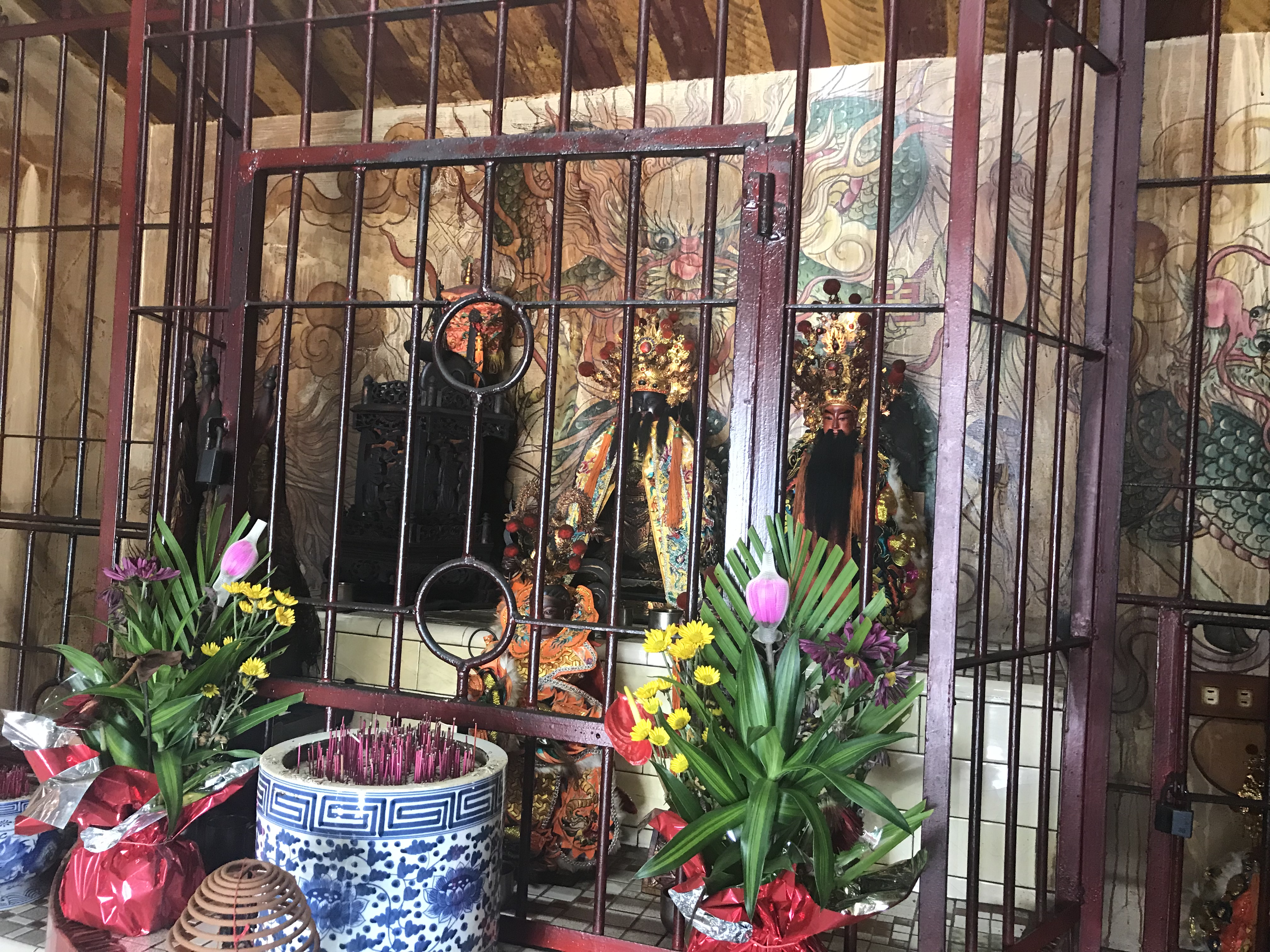
鴨母王公神像

林園鴨母王廟位於臺灣高雄市林園區，主祀「鴨母王公」。鴨母王公據說即是朱一貴，但也有說法認為該神是後來才與朱一貴相連結。

## 沿革
鴨母王廟據說建於臺灣日治時期，原址在現今廟址的左對面一帶。據說該廟原是簡陋的廟宇，只有三個香爐，且需要屈身才能進入。鴨母王廟當時在林仔邊（林園）市區通往溪州村的路邊，相傳這一帶有鬼魅出沒，溪州人經過這裡要向鴨母王朝拜才能平安通過。
民國73年（1984年）因為開闢鳳林路徵收土地而迫遷，後於次年（1985年）重新建廟。另外在2012年到2015年期間，廟宇曾再次往西遷移重建。

## 建廟傳說
據傳在日治時期，有一溪州人因為母親生病在晚上外出抓藥，經過一窪地水田時聽到大群鴨叫，而後遇見一趕鴨人。該村民與趕鴨人相談甚歡，但後來趕鴨人與鴨子突然消失在黑夜中。之後該村民在夢中夢見「鴨母王」託夢，他心有所感，乃在相遇處設案祭拜，之後母親不藥而癒。
謝貴文認為此傳說中的養鴨人與朱一貴相連結的原因，其中一種可能是朱一貴在從大武丁（今屏東縣佳冬鄉大同村）趕鴨到羅漢內門（今高雄市內門區）的途中，或許曾在林園溪州停留，成為當地人的歷史記憶，日後出現養鴨人的異聞，便將兩者結合起來。另一種可能是朱一貴未曾到過林園，而是因為「鴨母王」朱一貴的名聲日漸提升，而將養鴨人附會成朱一貴，以去除原有的陰廟色彩，增加廟宇的正統性與知名度。
簡炯仁訪問林園耆老，關於該廟的來歷又有另外兩種說法。其一是鴨母王在屏東某地「得地理」，趕鴨到林園來，起事失敗後在該廟原址被砍頭，頭顱還被埋在廟裡。其二則是該廟是從外地分靈過來。謝貴文認為第一種說法明顯與朱一貴被解送到北京處刑的史實不符，而第二種說法雖然有可能，但分靈的「鴨母王公」未必就是朱一貴，且此廟前身可能是有應公廟，這類型的陰廟幾乎很少有分靈建廟。